# 기계가독형 목록
기계가독형 목록(영어: Machine-readable cataloging, MARC)은 도서관 목록에 컴퓨터가 도입되면서 만들어진 새로운 메타데이터·XML 기반 표준으로, 1960년대에 미국의 컴퓨터 과학자 헨리에트 아브람(Henriette Avram)이 미국 의회도서관과 협력하여 만들었다.

## 특징
- 컴퓨터를 이용해 모든 유형의 도서관 장서를 기술함으로써 자동화된 도서관 운영 및 정보의 조직화가 가능하다.
- 전통적 카드 목록을 신속하게 처리하고 생성하기 위한 목적으로 고안되었다.

## 같이 보기
- 국제 표준 서지 기술법
- 메타데이터
- Z39.50